# Ambrogio Pelagalli
Ambrogio Luigi Pelagalli (9. květen 1941, Cusano Milanino, Italské království – 28. duben 2024, Forli, Itálie) byl italský fotbalový obránce.

## Kariéra

### Klubová
V roce 1955 se připojil k milánskému mládežnickému týmu. V Serii A debutoval ve 20 letech, 29. května 1960 proti SPALu. Po sezóně odešel na hostování do Atalanty, kde odehrál 33 utkání. Poté se vrátil do Milána, kde se stal na pět sezón hráčem základní sestavy. S klubem vyhrál titul (1961/62) a Pohár PMEZ (1962/63). Za Rossoneri odehrál celkem 144 zápasů a vstřelil jeden gól.
Sezonu 1966/67 odehrál v Atalantě a následující sezonu v Římě. Poté se vrátil do Atalanty, kde odehrál dvě sezony. Pak následovaly tři roky v Tarantu a sezonu 1973/74 odehrál v Piacenze. Zde hrál s kapitánskou páskou, ale během sezony se vážně zranil a odehrál jen 16 utkání. Hráčskou kariéru zakončil v Medese, kde působil jako hrající trenér. V roce 1975 nastoupil naposled a začal se věnovat trenéřině.

### Reprezentační
Za olympijskou reprezentaci neodehrál žádné utkání. Byl v nominaci na OH 1960, kde obsadil 4. místo.

## Statistika

### Klubová
| Sezóna             | Klub               | Liga               | Liga   | Liga       | Ligové poháry | Ligové poháry | Ligové poháry | Kontinentální poháry | Kontinentální poháry | Kontinentální poháry | Celkem | Celkem     |
| Sezóna             | Klub               | Soutěž             | Zápasy | Obdr. Góly | Soutěž        | Zápasy        | Obdr. Góly    | Soutěž               | Zápasy               | Obdr. Góly           | Zápasy | Obdr. Góly |
| ------------------ | ------------------ | ------------------ | ------ | ---------- | ------------- | ------------- | ------------- | -------------------- | -------------------- | -------------------- | ------ | ---------- |
| 1959/60            | Milán              | Serie A            | 1      | 0          | -             | 0             | 0             | -                    | 0                    | 0                    | 0      | 0          |
| 1960/61            | Atalanta           | Serie A            | 33     | 1          | IP            | 1             | 0             | -                    | 0                    | 0                    | 34     | 1          |
| 1961/62            | Milán              | Serie A            | 14     | 1          | IP            | 1             | 0             | Vel.P                | 2                    | 0                    | 17     | 1          |
| 1962/63            | Milán              | Serie A            | 12     | 0          | IP            | 2             | 0             | PMEZ                 | 4                    | 0                    | 18     | 0          |
| 1963/64            | Milán              | Serie A            | 29     | 0          | IP            | 1             | 0             | PMEZ+IP              | 4+3                  | 0                    | 37     | 0          |
| 1964/65            | Milán              | Serie A            | 32     | 0          | IP            | 0             | 0             | Vel.P                | 2                    | 0                    | 34     | 0          |
| 1965/66            | Milán              | Serie A            | 30     | 0          | IP            | 1             | 0             | Vel.P                | 6                    | 0                    | 37     | 0          |
| Celkem za Milán    | Celkem za Milán    | Celkem za Milán    | 118    | 1          | -             | 5             | 0             | -                    | 21                   | 0                    | 144    | 1          |
| 1966/67            | Atalanta           | Serie A            | 31     | 4          | IP            | 1             | 0             | -                    | 0                    | 0                    | 32     | 4          |
| 1967/68            | Řím                | Serie A            | 27     | 0          | IP            | 1             | 0             | Stř.P                | 2                    | 0                    | 30     | 0          |
| 1968/69            | Atalanta           | Serie A            | 26     | 0          | IP            | 3             | 0             | Stř.P                | 1                    | 0                    | 30     | 0          |
| 1969/70            | Atalanta           | Serie B            | 32     | 0          | IP            | 3             | 0             | -                    | 0                    | 0                    | 35     | 0          |
| Celkem za Atalantu | Celkem za Atalantu | Celkem za Atalantu | 122    | 5          | -             | 8             | 0             | -                    | 1                    | 0                    | 131    | 5          |
| 1970/71            | Taranto            | Serie B            | 38     | 0          | IP            | 3             | 0             | -                    | 0                    | 0                    | 41     | 0          |
| 1971/72            | Taranto            | Serie B            | 38     | 0          | IP            | 4             | 0             | -                    | 0                    | 0                    | 42     | 0          |
| 1972/73            | Taranto            | Serie B            | 30     | 0          | IP            | 4             | 0             | -                    | 0                    | 0                    | 34     | 0          |
| Celkem za Taranto  | Celkem za Taranto  | Celkem za Taranto  | 106    | 0          | -             | 12            | 0             | -                    | 0                    | 0                    | 117    | 0          |
| 1972/73            | Piacenza           | Serie C            | 16     | 0          | -             | 0             | 0             | -                    | 0                    | 0                    | 16     | 0          |
| Celkově            | Celkově            | Celkově            | 389    | 6          | -             | 26            | 0             | -                    | 24                   | 0                    | 439    | 6          |

## Úspěchy

### Klubové

#### Národní
- vítěz italské ligy (1x)

Milán: 1961/62

#### Kontinentální
- vítěz poháru PMEZ (1x)

Milán: 1962/63

### Reprezentační
- 1x na OH (1960)